# Бругш, Генрих Карл
Генрих Карл Бругш (нем. Heinrich Karl Brugsch; 18 февраля 1827, Берлин — 9 сентября 1894, Шарлоттенбург) — немецкий египтолог.

## Биография
Родился 18 февраля 1827 года в Берлине в семье прусского офицера-кавалериста, исполнявшего обязанности интенданта уланского полка. В раннем возрасте проявил интерес к изучению Египта, познакомившись с собранием восточных редкостей резиденции Гогенцоллернов — дворца Монбижу. Ещё в гимназии написал несколько работ по демотическому письму, которые снискали ему расположение Гумбольдта и прусского короля Фридриха Вильгельма IV. В 1853 году, после окончания университета и посещения иностранных музеев в Париже, Лондоне и Турине, направлен был прусским правительством в Египет, где подружился с французским археологом Огюстом Мариетом. По возвращении получил назначение доцентом в Египетский музей в Берлине.
В 1857—1858 годах отправился во второе путешествие в область Нила, где проводил археологические раскопки, по результатам которых опубликовал труд «Географические надписи древнеегипетских памятников» (1858—1860), заложивший основы исследованиям в области доэллинистической географии Египта. В 1860 году был отправлен с дипломатической миссией в Персию, находился в подчинении у барона Минутоли, путешествовал по стране, а после смерти Минутоли некоторое время заведовал делами посольства, но вскоре сложил с себя полномочия посла.
В июне 1861 года вернулся на родину, где занялся написанием книги о своём путешествии по Персии и основал журнал по египтологии. Осенью 1864 года был назначен консулом в Каир, в 1868 году стал профессором египтологии в Гёттингенском университете, а в 1870 году — созданной хедивом директором школы египтологии в Каире. С последней должности в 1879 году был бесцеремонно уволен европейскими чиновниками, решившими сэкономить. После этого проживал в основном в Германии, но часто бывал в Египте и принял участие ещё в одной дипломатической миссии в Персию. В 1876 году организовал египетскую экспозицию на Всемирной выставке в Филадельфии. В 1881 году получил от хедива титул паши. В том же году сопровождал кронпринца Австрии Рудольфа в его путешествии на остров Филе, после чего последний неоднократно приглашал его в Прагу.
В 1894 году опубликовал подробную автобиографию под заглавием «Моя жизнь и мои странствия», в заключении которой, в частности, тепло отзывался о британском правлении в Египте.
Умер 9 сентября 1894 года в Шарлоттенбурге.

## Сочинения
Внёс существенный вклад в египтологию, прежде всего, в расшифровке демотического письма и создании масштабного иероглифическо-демотического словаря (1867—1882), включавшего свыше 4 700 слов.
Его изданная в 1872 году «Иероглифическая грамматика для обучения молодежи» была единственным учебником на немецком языке до публикации в 1894 году «Египетской грамматики» Адольфа Эрмана, а обстоятельный «Географический словарь древнего Египта» (1877—1880) оставался наиболее авторитетным исследованием вплоть до публикации в 1925 году одноимённой работы Готье.
Его опубликованная впервые в 1877 году в Лейпциге «История египтян при фараонах» (нем. Geschichte Aegyptens unter den Pharaonen) быстро завоевала популярность в Европе, была переведена на несколько языков, в том числе на английский (1881), и впоследствии неоднократно переиздавалась. Переводчик первого русского издания 1880 года Г. К. Властов, сохранив авторский текст, существенно дополнил его комментариями других исследователей и собственной главой о Птолемеях, однако опустил практически все цитаты и выдержки из первоисточников, в том числе папирусных текстов, посвятительных, надгробных и храмовых надписей. В результате задуманный в качестве комментированной хрестоматии исторический труд приобрёл характер научно-популярной книги для широкого читателя. Богато иллюстрированная рисунками и литографиями, а с конца XIX столетия и фотоснимками, книга Бругша со временем сделалась удачным дополнением к учебным пособиям по истории Древнего мира, пока во второй половине XX века не была окончательно вытеснена новейшими на то время исследованиями и сопровождавшей их популярной литературой.
Сын Генриха Бругша Теодор стал врачом и политиком в ГДР.